# ECTD
Das Electronic Common Technical Document (eCTD) ist eine Schnittstellendefinition für die elektronische Übertragung von Informationen eines Arzneimittelherstellers an zuständige Behörden zum Zwecke der Arzneimittelzulassung. Inhaltlich basiert der Standard auf den Definitionen des Common Technical Document (CTD).
Entwickelt wurde der eCTD Standard von der ICH, Arbeitsgruppe M2.

## Inhalt
Inhaltlich besteht ein eCTD aus fünf Modulen
- Modul 1: Administrative Information und Verschreibungsinformation
- Modul 2: Zusammenfassungen (Summaries)
- Modul 3: Qualität
- Modul 4: Nichtklinische Studienberichte
- Modul 5: Klinische Studienberichte

Modul 1 enthält länder- und regionenspezifische Informationen und wird von der jeweiligen zuständigen Behörde vorgeschrieben, z. B. EMA für Europa, FDA für USA, Health Canada für Canada, Japanese Ministry of Health für Japan und Swissmedic für die Schweiz. Die Module 2–5 sind international standardisiert. Dadurch ist es möglich, die Einreichung und Bearbeitung von Zulassungsanträgen für Arzneimittel weltweit zu vereinheitlichen.

## Datenstruktur
Ein eCTD besteht aus einzelnen Dokumenten in einer Ordnerstruktur. Namensgebung der Dokumente und Ordner werden von der eCTD Spezifikation vorgegeben, ebenso wie Formatierungsregeln.
Weiterhin ist der Struktur auf unterster Ordnerebene eine XML-Datei beigefügt, die die logische Struktur der Dokumente enthält, sowie – bei Nacheinreichungen und Änderungsanträgen – die Information, welche neuen bzw. ersetzten Dokumente enthalten sind. Dadurch wird ermöglicht, dass der Datenbestand bei Arzneimittelherstellern und der entsprechenden Behörde synchronisiert bleibt.